# サルッソーラ
サルッソーラ（伊: Salussola）は、イタリア共和国ピエモンテ州ビエッラ県にある、人口約2,000人の基礎自治体（コムーネ）。

## 地理

### 位置・広がり
| 隣接するコムーネは以下の通り。括弧内のVCはヴェルチェッリ県所属を示す。 - カリージオ (VC) - カヴァリア - チェッリオーネ - ドルツァーノ - マッサッツァ - ロッポロ - ヴェッローネ - ヴィッラノーヴァ・ビエッレーゼ |

## 行政

### 分離集落
サルッソーラには、以下の分離集落（フラツィオーネ）がある。
Arro, San Secondo, Vigellio, Rivette, Prelle